# هنري ماكنزي
هنري ماكنزي (بالإنجليزية: Henry Solomon McKenzie)‏ هو ناشر وسياسي أمريكي، ولد في 27 مايو 1885 في الولايات المتحدة، وتوفي في 23 يونيو 1974 في نفس البلد. انتخب عضو مجلس ولاية فلوريدا.